# Véronique à feuilles de serpolet
Veronica serpyllifolia
Espèce
La Véronique à feuilles de serpolet (Veronica serpyllifolia L.) est une plante rampante basse, parfois adventice des jardins et des cultures, assez répandue dans toute l'Europe.

## Description

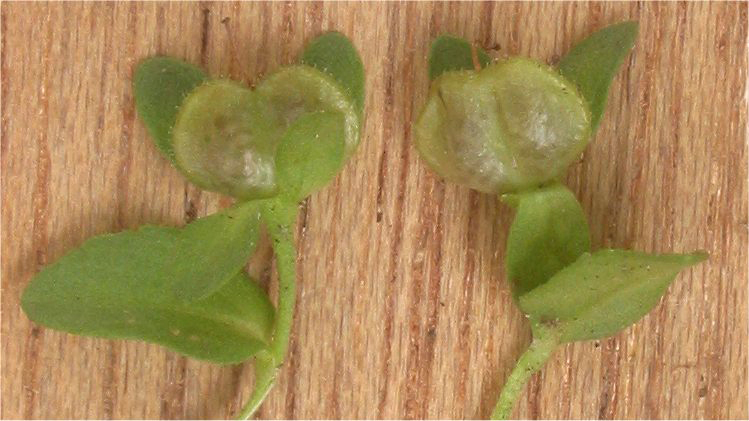
Capsules (fruits)

### Morphologie générale et végétative
C'est une plante herbacée rampante, stolonifère, à peu près glabre, à tiges de 10 à 30 cm. Les feuilles opposées sont portées par un très court pétiole, ovales, à limbe entier ou très légèrement denté. Les feuilles de l'inflorescence sont alternes, mais doivent être considérées comme des bractées.

### Morphologie florale
Floraison de mars à octobre.
Les fleurs hermaphrodites sont groupées en racèmes assez lâches. La corolle bleu pâle ou blanchâtre est très petite (environ 5 mm), à quatre pétales striés de bleu violacé. Le pétale supérieur est plus grand que les latéraux, le pétale inférieur plus étroit. Les organes reproducteurs sont constitués de deux étamines et un style. L'ovaire est supère, à deux carpelles. La pollinisation est assurée par les insectes (mouches).

### Fruit et graines
Le fruit est une capsule plus large que longue, en forme de cœur et légèrement velue.

## Répartition et habitat
Plante vivace, elle pousse dans les terrains vagues, les prés et les cultures (notamment les vergers et les jardins), en plaine, sur sol acide ou neutre. On la rencontre dans toute l'Europe occidentale, mais elle est assez rare dans les régions méditerranéennes.

## Sous-espèces
- Veronica serpyllifolia subsp. serpyllifolia (ici décrite) ;
- Veronica serpyllifolia subsp. humifusa (Dicks.) Syme : à peu près semblable, mais poussant dans les zones montagneuses et connue sous le nom vernaculaire de véronique couchée (ou véronique délicate).